# ICarly
iCarly je americký sitcom, který se zaměřuje na dívku jménem Carly Shay, která natáčí svoji vlastní webshow iCarly. Na webshow pracuje se svými nejlepšími kamarády Sam a Freddiem. Sitcom vytváří Dan Schneider, který je zároveň i výkonným producentem. V sitcomu hrají Miranda Cosgroveová jako Carly, Jennette McCurdy jako Sam, Nathan Kress jako Freddie, Jerry Trainor jako Spencer a Noah Munck jako Gibby. Sitcom se vysílá na Nickelodeonu.
Premiéra sitcomu byla v USA 8. září 2007 na dětské stanici Nickelodeon. V Česku měl premiéru v roce 2010 na českém Nickelodeonu. Seriál vyhrál několikrát cenu Nejlepší TV Show, a to v roce 2009, 2010 a 2011.
V prosinci roku 2020 bylo objednáno obnovení (revival) seriálu pro internetovou platformu Paramount+. Natáčení probíhalo od března 2021 a seriál bude mít premiéru 17. června 2021. Seriál je tematicky deset let po skončení původního seriálu; Cosgrove, Kress a Trainor se navrací do svých rolí.

## Postavy

### Hlavní postavy
- Carly Shay (Miranda Cosgroveová) je moderátorka vlastní populární webshow iCarly, kterou natáčí se svými dvěma nejlepšími přáteli, Sam a Freddie
- Sam Puckett (Jennette McCurdy) je nejlepší kamarádky Carly a druhá moderátorka webshow iCarly
- Freddie Benson (Nathan Kress) je technická podpora iCarly, také je nejlepším kamarádem Carly
- Spencer Shay (Jerra Trainor) je starší bratr Carly
- Gibby (Noah Munck) je zvláští kamarád Carly, Sam a Freddieho

### Vedlejší postavy
- Marissa Benson (Mary Scheer) je Freddiho arogantní a přehnaná matka.
- Lewbert (Jeremy Rowley) je vrátný v budově, ve které Carly, Spencer a Freddie bydlí. Je otravný s velkou bradavicí na tváři. Carly, Sam a Freddie ho často napálí v iCarly.
- Nevel Papperman (Reed Alexander) je kritik, který provozuje nevelocity.com, webovou stránku, která hodnotí jiné webové stránky včetně iCarly.com. Neustále se snaží sabotovat iCarly výměnou za polibek.
- T-Bo (BooG!e) je manažer v Groovy Smoothie. Často obtěžuje zákazníky ke koupi náhodné potraviny (např. papriky, bagety, tacos, koblihy), které má vždy nabodnuty na tyči.
- Guppy (Ethan Munck) je Gibbyho mladší bratr.
- Chuck Chambers (Rayn Ochoa) je dítě, který trápí Spencera.
- Ředitel Franklin (Tim Russ) je ředitel na střední škole Ridgeway, kam Carly, Sam, Freddie a Gibby chodí. Je velkým fanouškem iCarly.
- Paní Francine Briggs (Mindy Sterling) je velmi přísná učitelka angličtiny na střední škole Ridgeway.
- Pan Howard (Davis St. James) je přísný a ne příliš nadšený učitel, který nenávidí téměř všechno včetně jeho manželky.

## Řady a díly
| Řada | Díly | Premiéra v USA    | Premiéra v USA    | Premiéra v ČR     | Premiéra v ČR    |
| Řada | Díly | První díl         | Poslední díl      | První díl         | Poslední díl     |
| ---- | ---- | ----------------- | ----------------- | ----------------- | ---------------- |
| 1    | 25   | 8. září 2007      | 25. července 2008 | vysíláno          | vysíláno         |
| 2    | 25   | 28. září 2008     | 8. srpna 2009     | vysíláno          | vysíláno         |
| 3    | 20   | 12. září 2009     | 26. června 2010   | vysíláno          | vysíláno         |
| 4    | 13   | 30. července 2010 | 11. června 2011   | 26. února 2011    | 14. dubna 2012   |
| 5    | 11   | 13. srpna 2011    | 21. února 2012    | 23. ledna 2012    | 5. července 2012 |
| 6    | 6    | 24. března 2012   | 9. června 2012    | 12. července 2012 | 18. dubna 2013   |
| 7    | 9    | 24. března 2012   | 9. června 2012    | 19. dubna 2013    | 28. dubna 2013   |

### iParty s Victorious
Dan Schneider, tvůrce iCarly a Victorious potvrdil přes sociální sítě Facebook a Twitter, že 29. srpna 2010 společná epizoda iCarly a Victorious je hotová. Druhý den byl scénář rozeslán a následující den se na epizodě započalo pracovat. Výroba trvala asi 3 týdny. 3dílná Epizoda měla premiéru 11. června 2011 v USA. Prodloužená verze měla premiéru 27. srpna 2011 v USA.

### Historie vysílání
- Nickelodeon (USA) (8. září 2007 – dosud)
- TeenNick (USA) (18. října 2009 – dosud)
- Nickelodeon (ČR) (2010 – dosud)